# Некрасово (Челябинская область)
Некрасово — посёлок в Карталинском районе Челябинской области России. Входит в состав Варшавского сельского поселения.

## История
Поселок основан на месте Некрасовского прииска, заложенного в 1892 году предпринимателем из Екатеринбурга Л. А. Шварте.
В 1929 году жители организовали колхоз «Скотовод». Ныне располагается 2-е отделение СХПК «Варшавское».
Официально поселок был зарегистрирован и назван в 1963 году указом Президиума Верховного Совета РСФСР поселок Участок № 95 совхоза «Варшавский» переименован в Некрасово.

## Население
| 2002 | 2010 |
| ---- | ---- |
| 264  | ↗269 |

## Улицы
- Восточная,
- Лесная,
- Центральная.